# Orminda Soerel
Orminda Eleonora (Minnie) Soerel (Amsterdam, 17 januari 1965) is een Nederlands persoon, bekend geworden vanwege haar veronderstelde relatie met Rinus Holman en haar aanwezigheid (als getuige) bij diens liquidatie.

## Jeugd en werkzaamheden
Soerel groeide op in Purmerend. Zij is de zuster van de oud-portier, freefighter en crimineel Dino Soerel. Volgens het openbaar ministerie in Nederland is zij door derden gevraagd om bij afpersingen mee te doen door haar broer en Willem Holleeder. Zij verklaarde zelf een relatie te hebben gehad met de vermoorde vastgoedhandelaar Willem Endstra. Ze ging werken in de horeca en was jarenlang actief als bedrijfsleider van de Amsterdamse coffeeshop The Bulldog op het Leidseplein.

## Moord en afpersing
Op 4 maart 2000 was zij getuige van de moord op haar vriend, de Haarlemse crimineel Rinus Holman. Zij zat naast hem in de auto, toen hij op 39-jarige leeftijd werd geliquideerd. In februari 2006 werd bekend dat het Openbaar Ministerie onderzoekt of advocaat Bram Moszkowicz onder druk is gezet door de broer van Soerel, Dino Soerel. Deze zou zijn zus een affaire hebben laten beginnen met de advocaat. De getrouwde Moszkowicz was vervolgens gechanteerd met tapes waarop hij met haar de liefde bedrijft. De tapes werden door een handlanger van John Mieremet, Ferry Kok, aangeboden aan diverse media. Soerel werd in januari 2006 tegelijkertijd met Holleeder opgepakt. Later werd ze voorlopig vrijgelaten. Rechercheurs zouden de amoureuze sms-berichtjes tussen Moszkowicz en Soerel aan het Kolbak-dossier hebben toegevoegd. Ook fungeerde zij op papier als bestuurder van bv’s die werden gebruikt om het afpersingsgeld weg te sluizen.

## Hersenbloeding
Op 24 september 2007, voordat zij opgeroepen zou worden als getuige in het proces tegen Willem Holleeder en ter behandeling van haar eigen strafzaak, kreeg Soerel een hersenbloeding en werd zij opgenomen in het Waterlandziekenhuis te Purmerend waar ze een spoedoperatie onderging.